# ソ連運輸省ER1形電車
ER1形（ロシア語: ЭР1）は、ソ連運輸通信省（МПС СССР, Министерство путей сообщения СССР）が1957年から導入した直流電化区間用電車（エレクトリーチカ）である。

## 概要
ソビエト連邦では1920年代後半から電化路線における通勤・近郊運用に用いる電車の開発が始まり、1929年からその第一世代であるS形電車が運用を開始した。しかし、S形の最高速度（85km/h）や起動加速度（1.45km/h/s=0.45m/sq）では次第に乗客増加に対応出来なくなった事から、1954年からは新型モーターやサスペンション式のボギー台車を採用し、最高速度を130km/hに引き上げたSN形電車の製造が行われた。だが、これらの電車のMT比は1:2（1M2T、もしくは2M4T）と低く、加速度や編成重量が大きな課題となっていた。
そこでリガ車両製作工場は、リガ電動機製造工場やディナモ電機工場と協力し、これらの欠点を改善した新型車両・ER1形を開発した。1957年に試作車である10両が製造され試験運転が行われた後、1958年からSN形電車に代わって量産が開始され、1962年までに10両編成259本および先頭車4両が製造された。なお1959年以降の製造車両のうち、付随車や制御車についてはトヴェリ車両工場で製造が行われた。
ER1形は制御車＋電動車、もしくは付随車＋電動車のMT比が1:1となる2両1ユニットを基本としており、最短6両、最長12両まで編成を組む事が可能となっている。編成内の電動車の比率が増加した事で、加速度は2.16km/h/s(0.6m/sq)、営業最高速度110km/h、設計最高速度は130km/hと大幅な速度向上が実現した。車体についてもSN形電車から300mm程長くなっているがモノコック構造を採用した事から10%の軽量化が行われている。
扉は高床式プラットフォームに適した構造になっていたが、低床式ホームへの対応に難があった事から1962年以降に製造されたER2形電車では双方に対応した扉部の構造に変更されている。

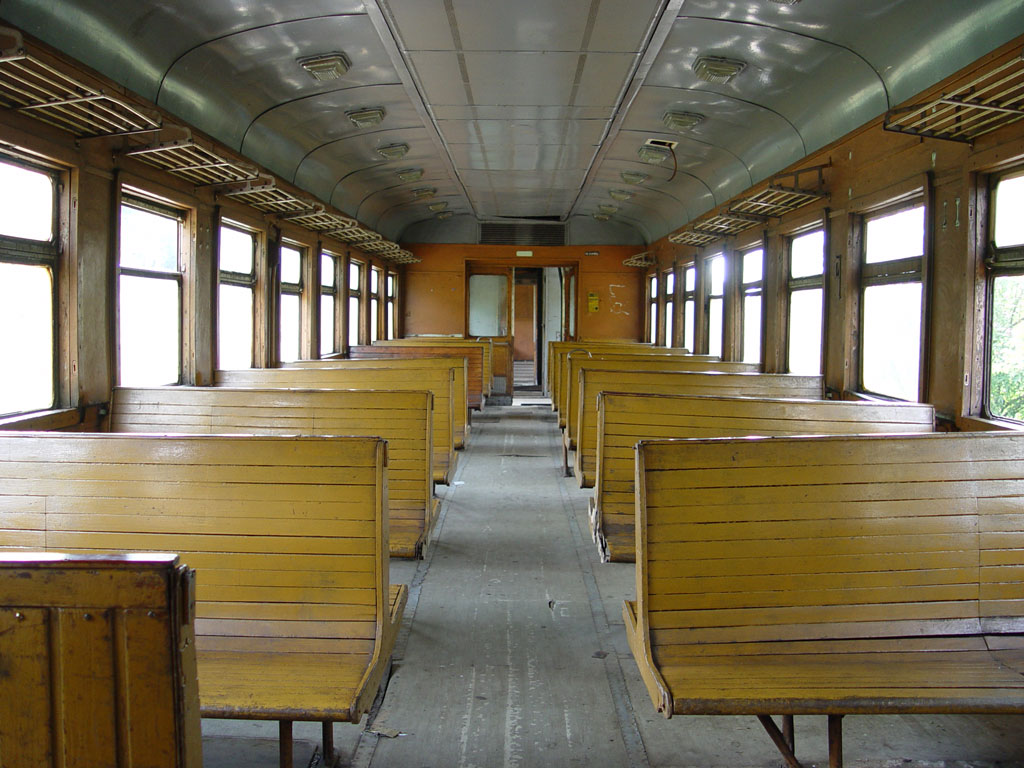
車内の様子
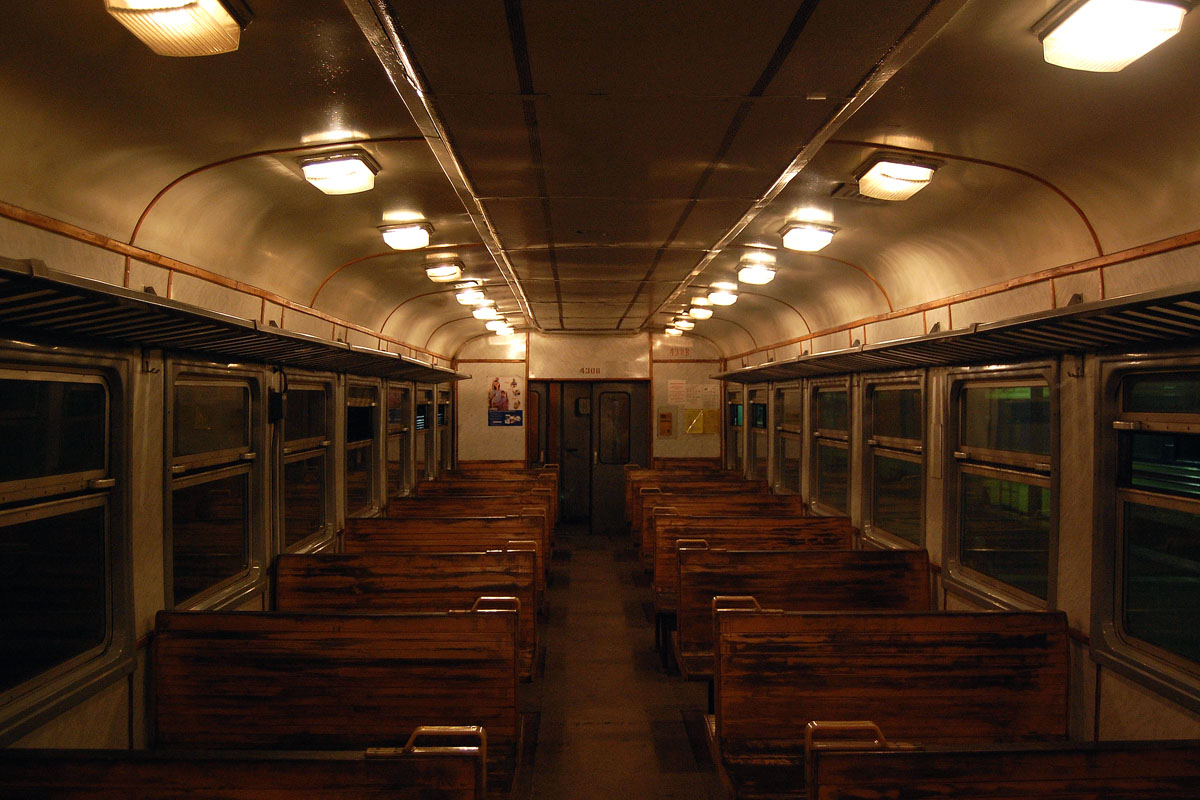
車内の様子
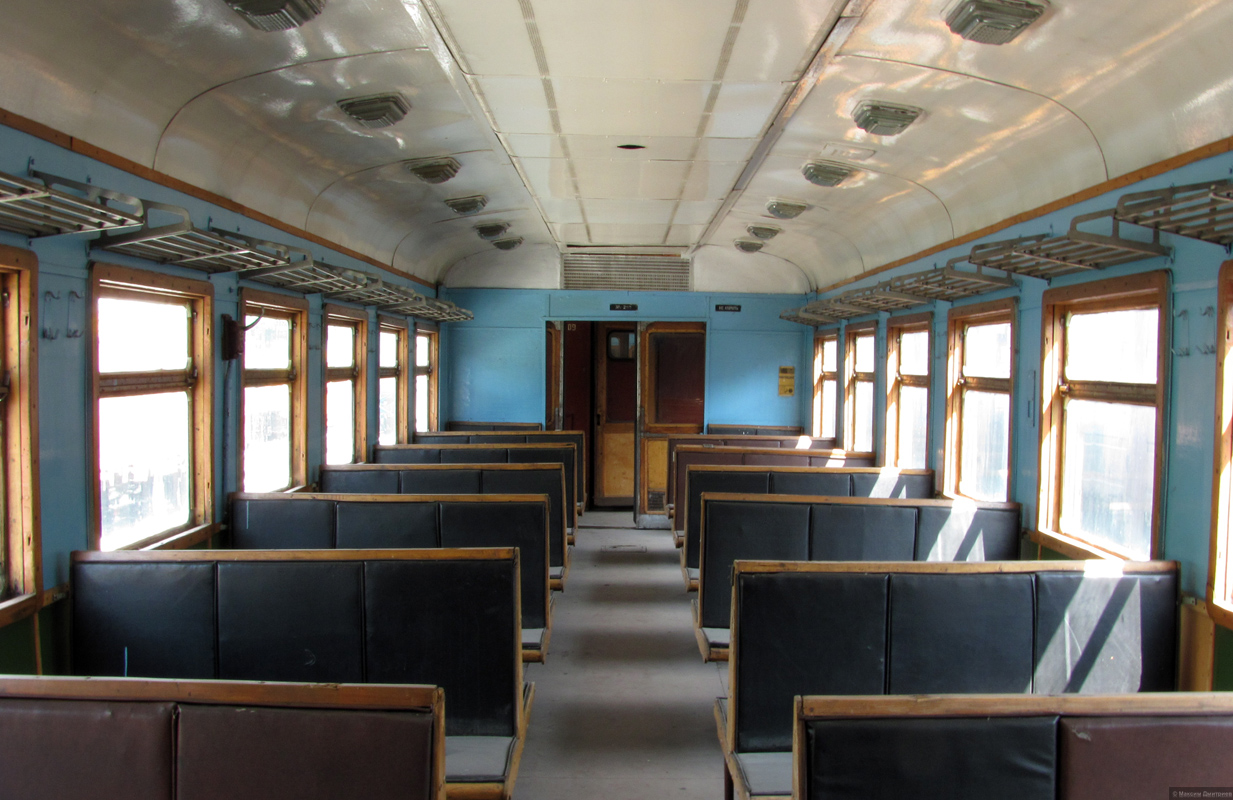
車内の様子

### 形式
形式名の「ER1」（ЭР1）は、「リガ車両製作工場（Р）で製造された第1世代の電車（Э）」と言う意味である。
また、これとは別にリガ車両製作工場では62-11と言う番号で呼ばれていた他、車種によって以下の形式番号が付けられている。
- 62-12 - 中間電動車(Мп)。日本国有鉄道における電車の形式称号で言う「モハ」に該当する。
- 62-13 - 制御車(Пг)。「クハ」に該当。
- 62-14 - 付随車(Пп)。「サハ」に該当。

## 運用
営業運転開始以降、最も乗客数が多いモスクワ・サンクトペテルブルク鉄道（モスクワ～レニングラード（現：サンクトペテルブルク）間）で運用されていたが、老朽化に伴い1970年代以降他路線へと転出した。それに伴い、低床式プラットフォームへの対応改造が行われている。
ソビエト連邦の崩壊後はロシア連邦を始めとした各国へと受け継がれたものの、1980年代後半以降廃車が進行した事から2018年8月現在ウクライナ鉄道とクリミア鉄道にのみ残存する。また、試作車を含む一部車両は各地の博物館に保存されている。

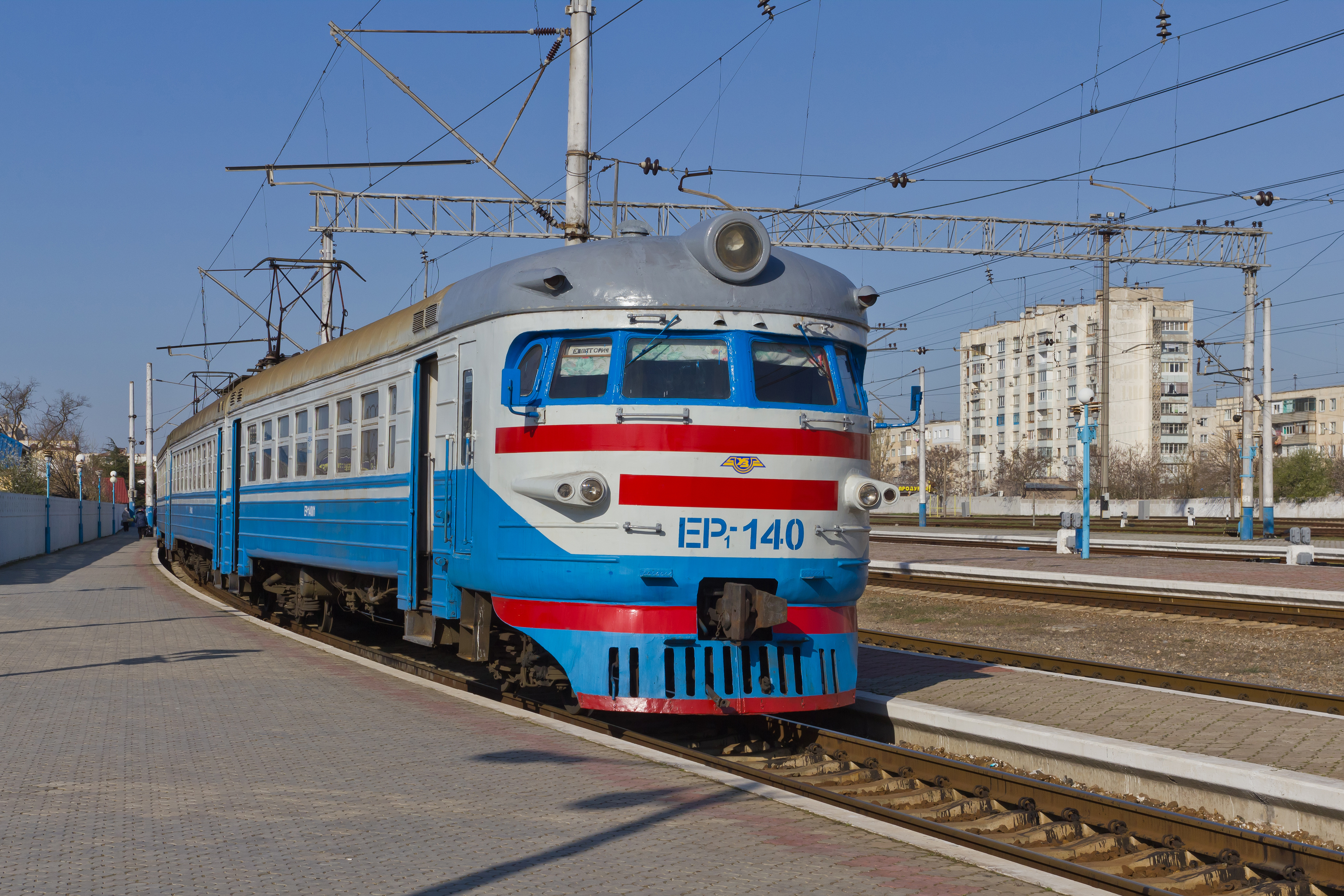
ウクライナ鉄道で運用に就くER1-107形電車
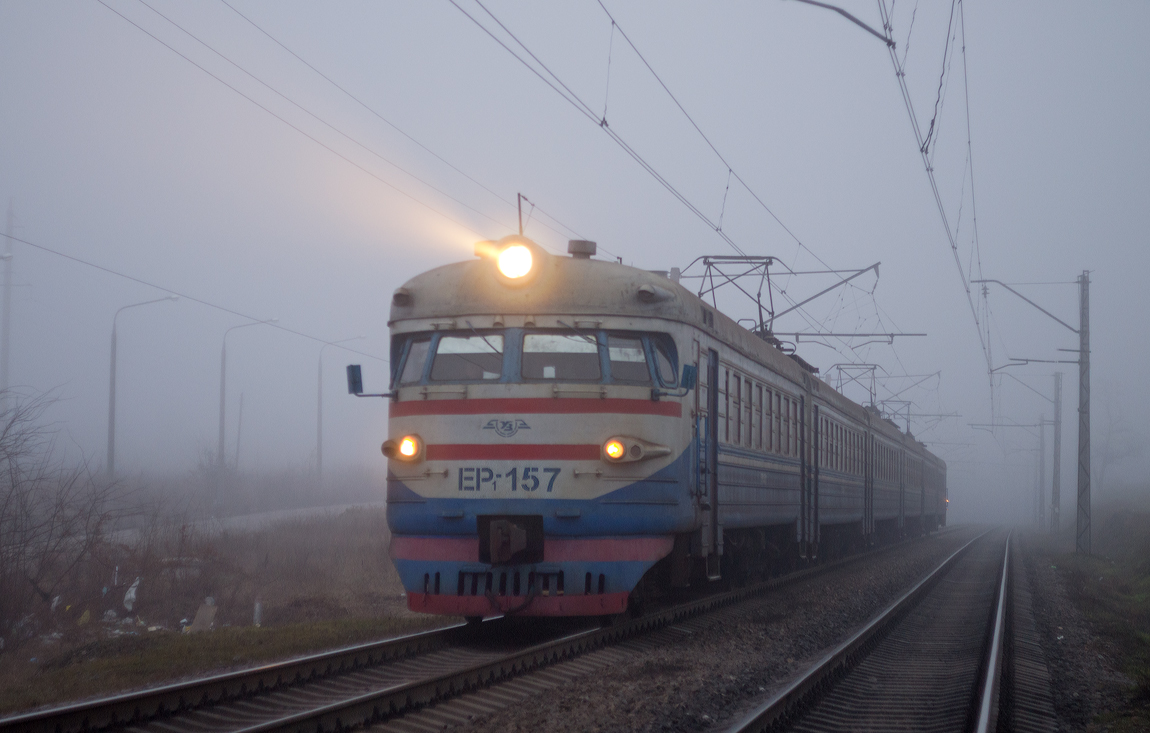
ウクライナ鉄道で運用に就くER1-140形電車
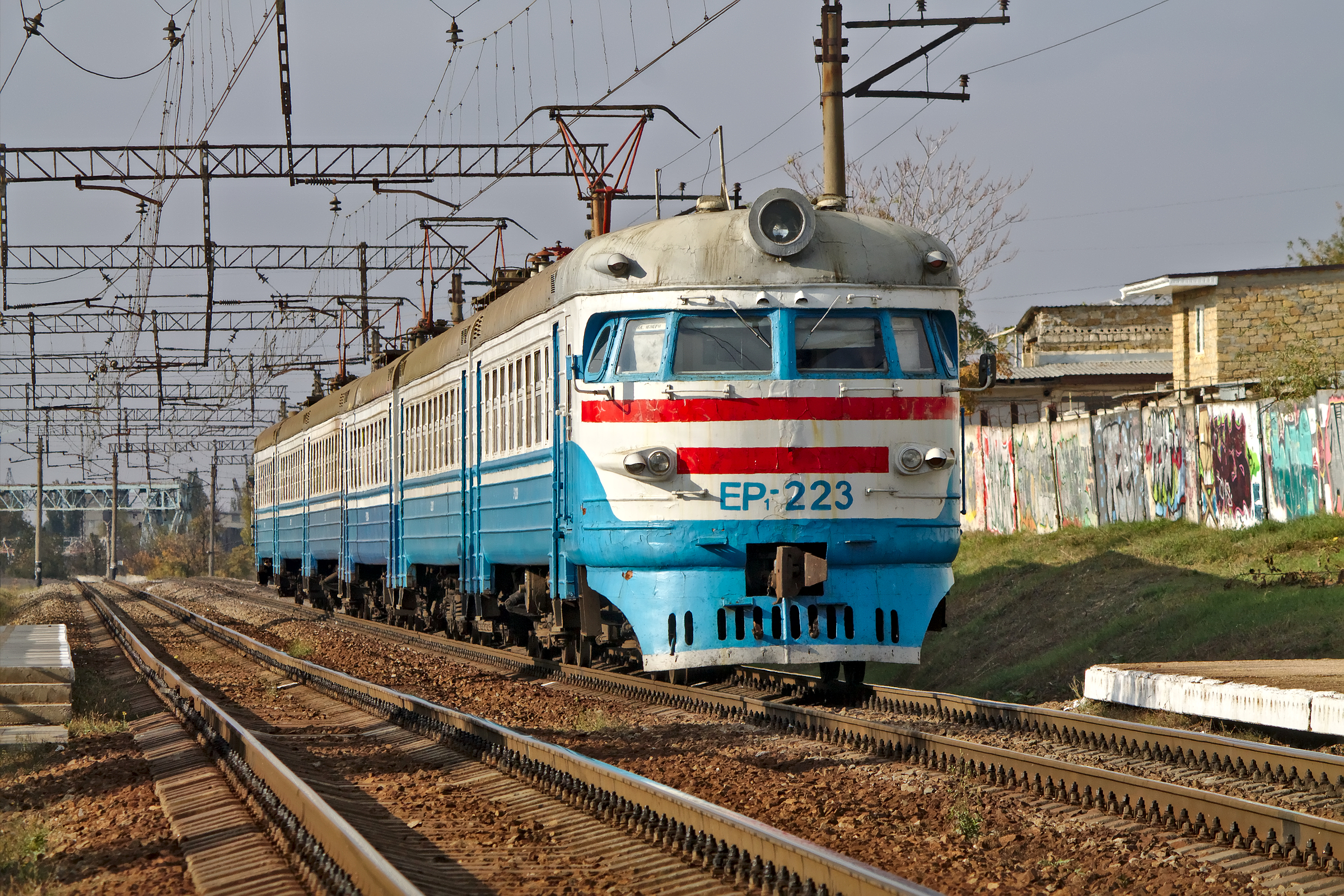
ウクライナ鉄道で運用に就くER1-157形電車
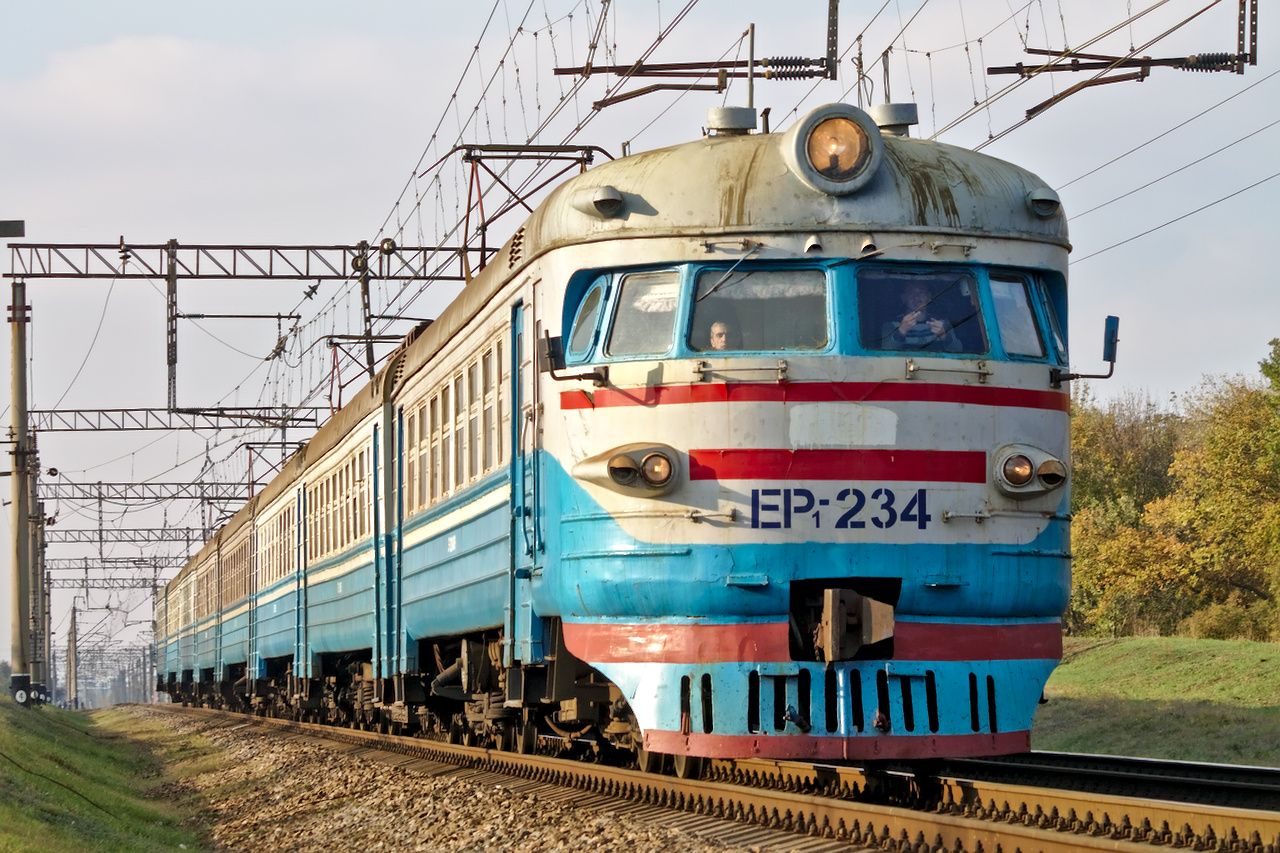
ウクライナ鉄道で運用に就くER1-221形電車
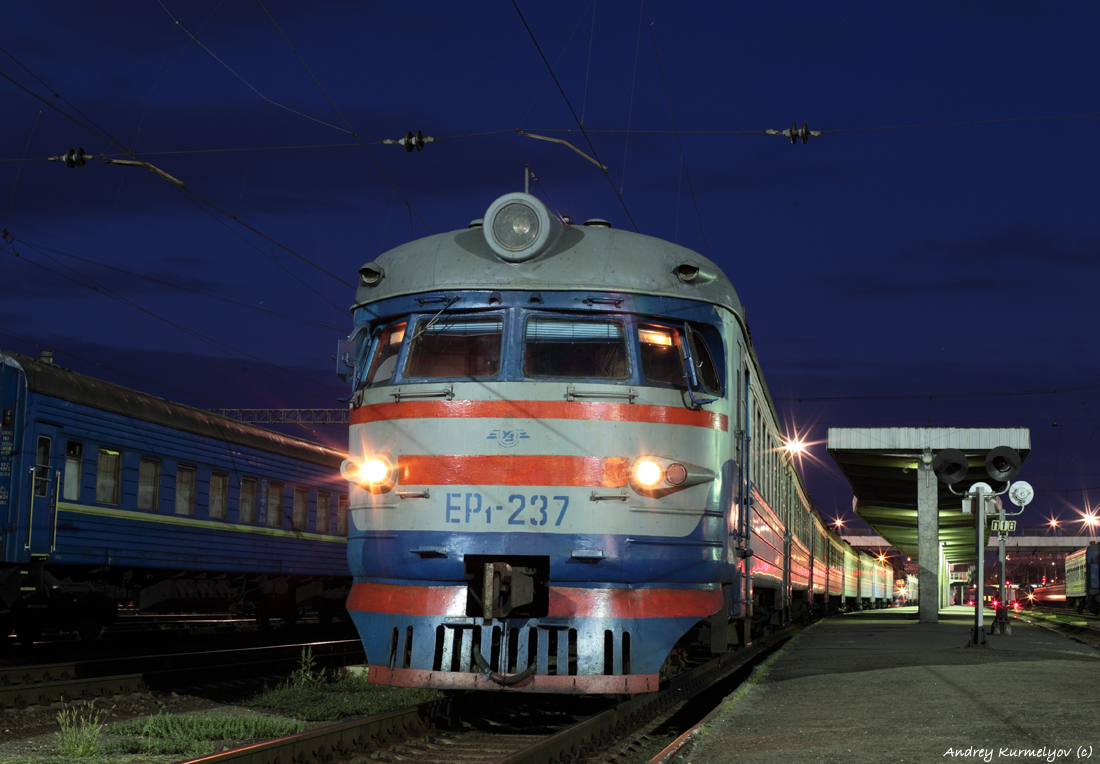
ウクライナ鉄道で運用に就くER1-223形電車
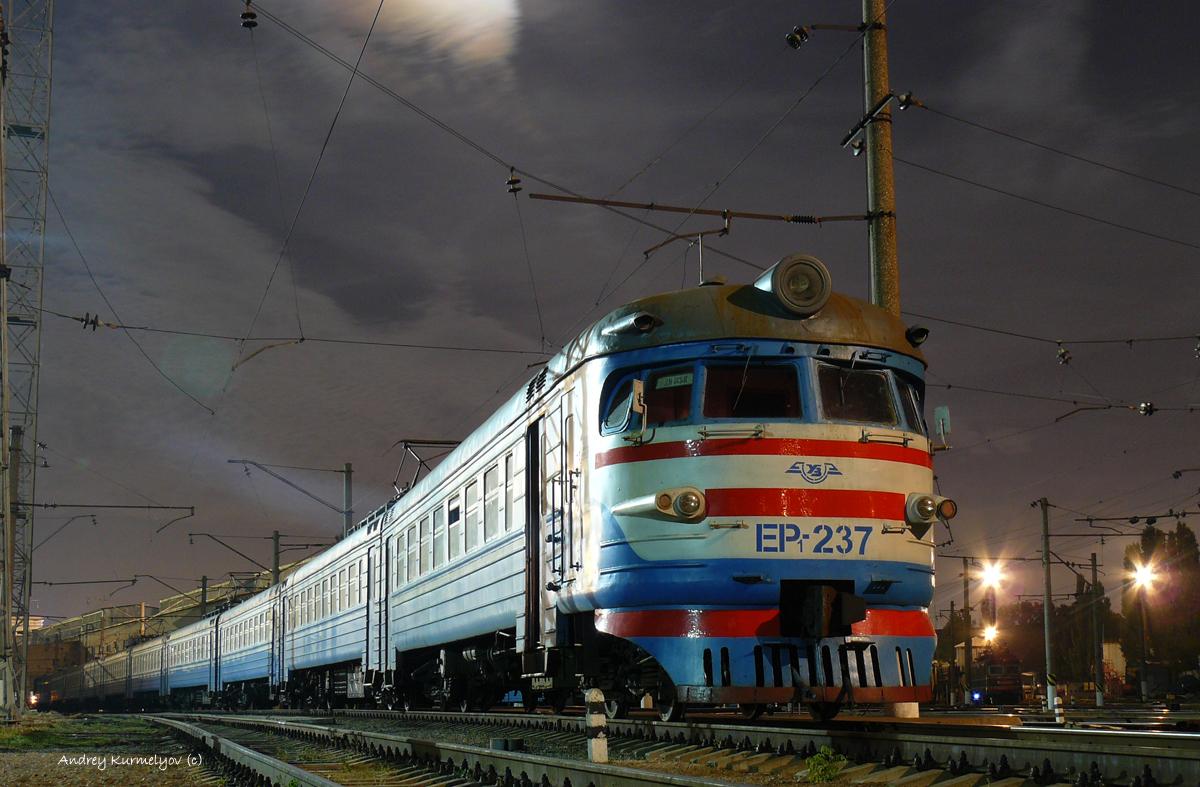
ウクライナ鉄道で運用に就くER1-234形電車
- ウクライナ鉄道で運用に就くER1-237形電車
- ウクライナ鉄道で運用に就くER1-237形電車
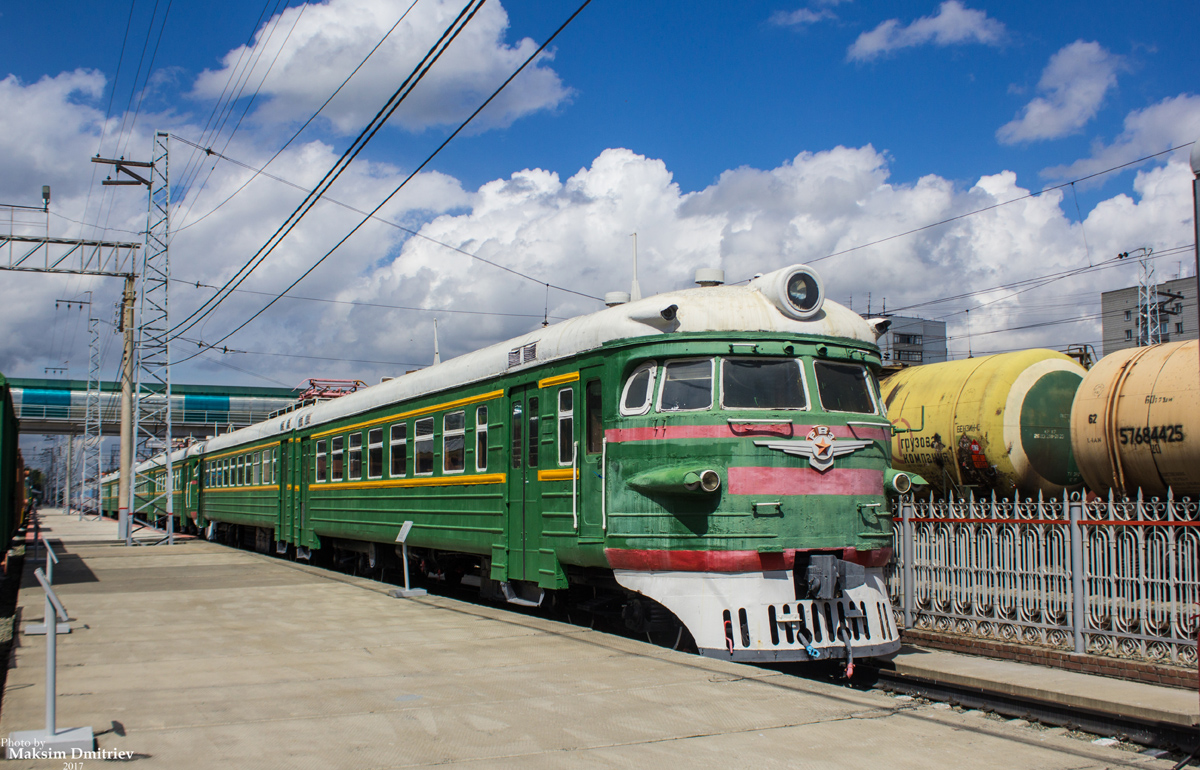
西シベリア鉄道博物館に保存されている車両（試作車）

## 関連形式

### ER6形（ЭР6）
1959年に10両編成1本が試作された形式。車体や編成構造はER1形と同一であったが動作電圧が750Vの試作モーター（ДК-106А）を搭載しており、試験運転によりER1形よりも速い平均速度（46.4km/h）やエネルギー消費量の抑制が確認された。だが、短絡電流や過電圧などへの対応などの課題も多数発見され、更に交換用の部品も不足していた事から、1965年にER1形と同一の機器への交換が行われ、形式も「ER1/6形」（ЭР1/6）へと改められた。

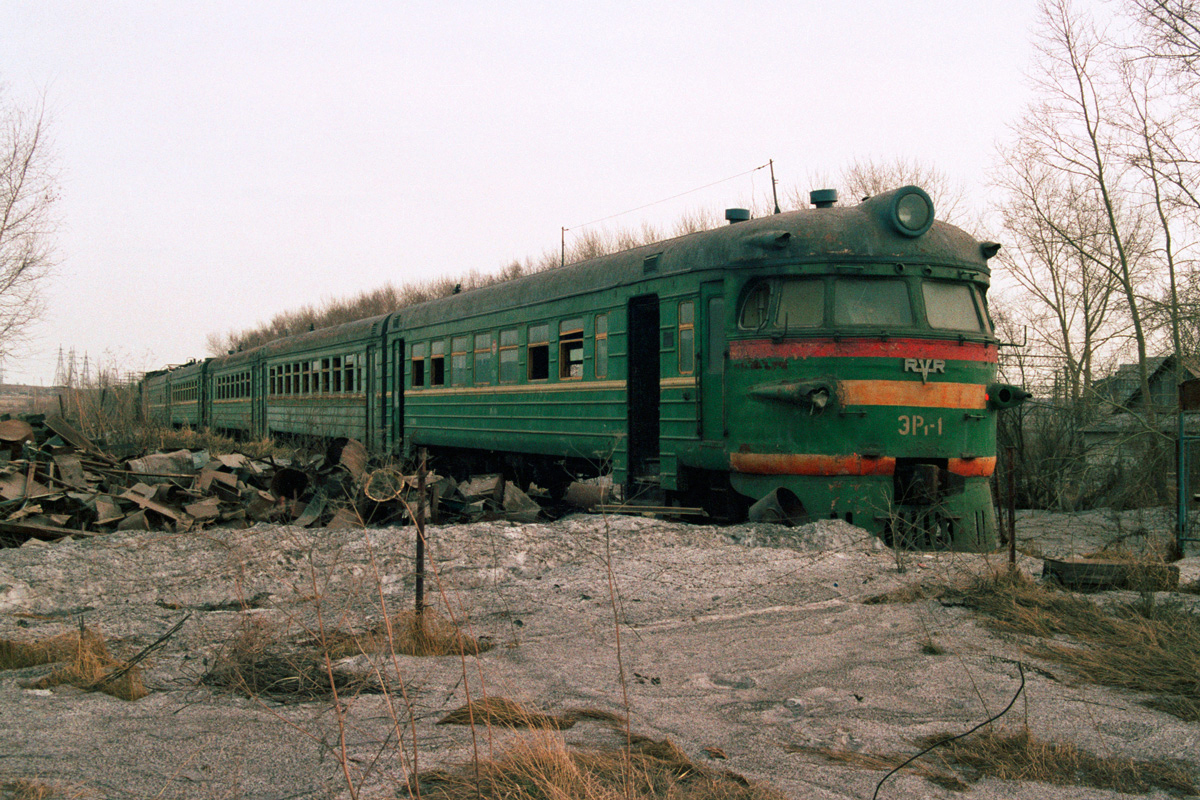
廃車後のER1/6形（旧：ER6形）電車

### ER2形（ЭР2）
低床式プラットフォームへの対応や機器更新などが行われた、ER1形の改良型車両。1962年から製造が行われた。

### ER7形（ЭР7）
1950年代のシベリア鉄道以降、ソ連の鉄道路線の電化は経済的な理由により25KV・50Hz交流電化によって進められる事となり、それに備えた試作車として開発・製造された、ソ連初の交流電車。ER1形と同型の高床式プラットホームに対応した車体を有し、先頭車2両と中間電動車2両による4両編成が組まれていた。
1957年に最初の車両が製造され試運転が実施されたが、イグナイトロン型の水銀整流器の故障が高速運転時に多発した事から、以降に製造された交流区間用電車はシリコン整流器に改められた。その後ER7形についても半導体整流器への更新が行われ、形式名もER7K形（ЭР7К）に変更された。その後は営業運転に使用されたものの、試作車という事もあって修理に難があり、1972年に廃車された。2018年現在、一部車両（中間車）の車体の残存が確認されている。

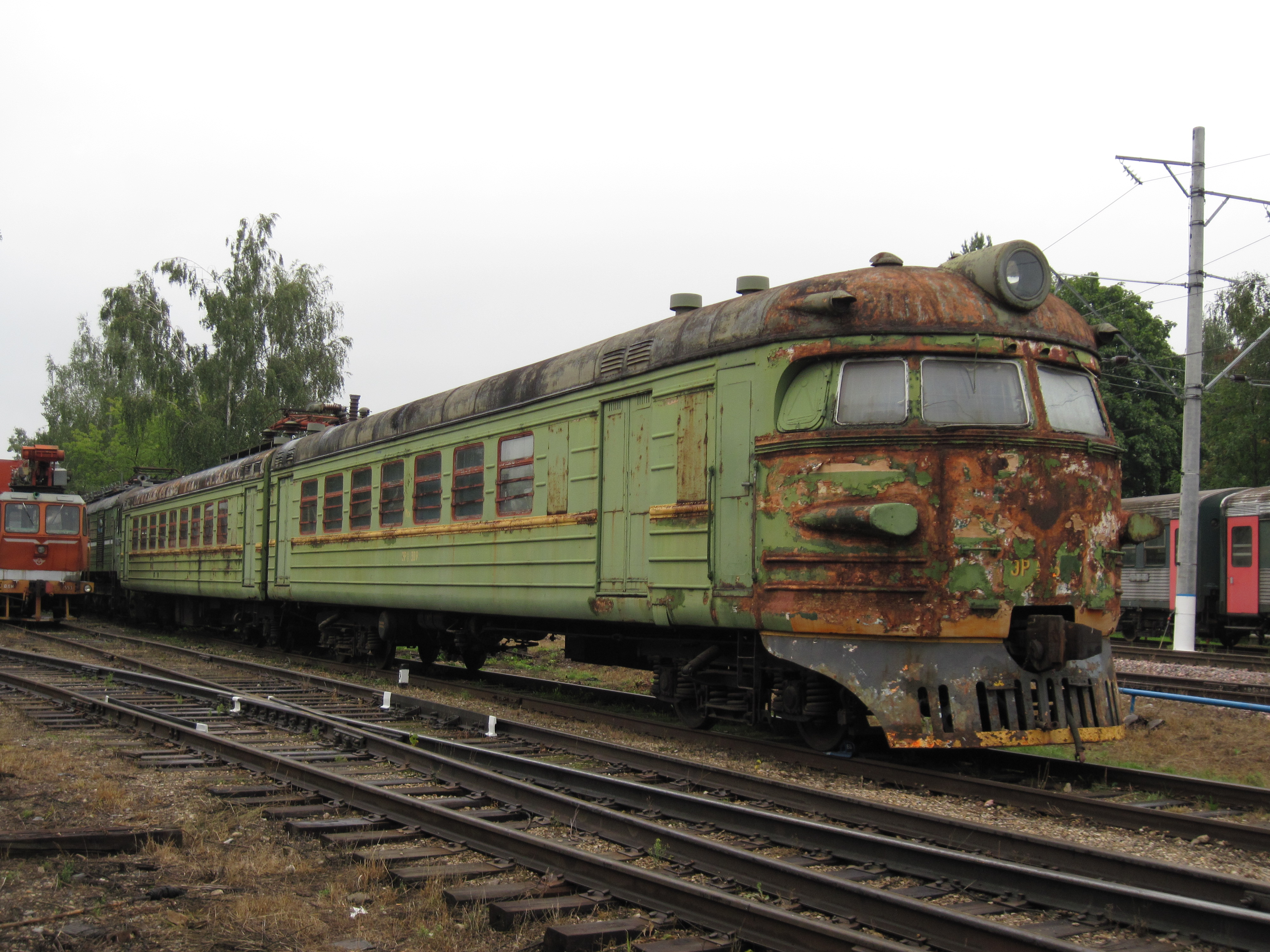
廃車後のER7形電車（2011年撮影）

### ER9形（ЭР9）
上記のER7形の試験結果に基づき、1962年から製造が行われた交流電化区間用電車であるER9形のうち、第1編成（ER9-01）はER1形と同型の高床式プラットホームに対応した車体で製造された。